# Robinson R66
Die Robinson R66 ist ein fünfsitziger, mit einer Wellenturbine ausgestatteter Hubschrauber des US-amerikanischen Unternehmens Robinson Helicopter.

## Geschichte

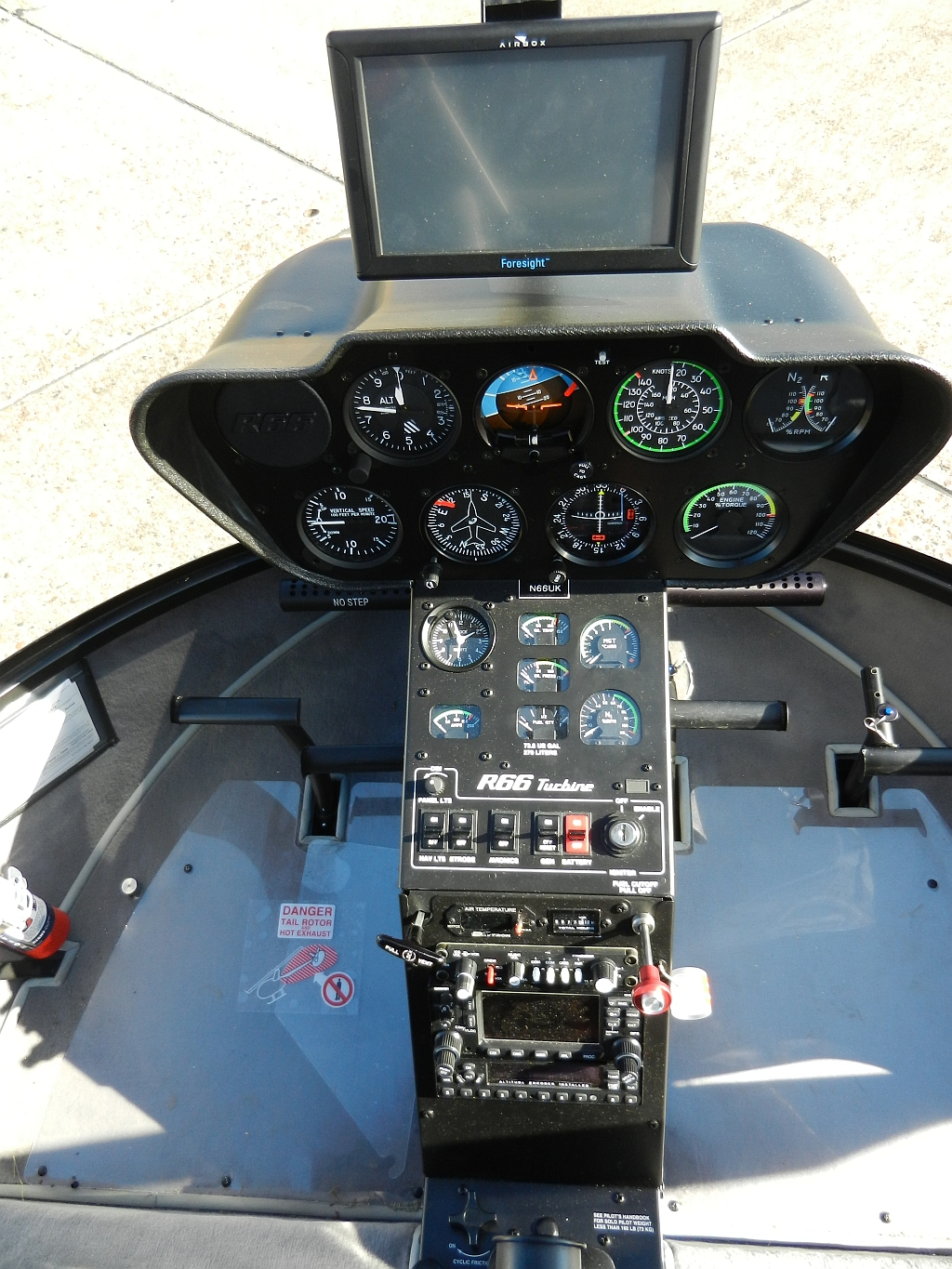
Das Cockpit einer R66

Basierend auf der Robinson R44 handelt es sich bei der R66 um eine weiterentwickelte Variante mit Turbinenantrieb, die fünf Personen, davon drei auf den Rücksitzen, befördern kann. Die Entwicklung wurde im März 2007 bekanntgegeben und am 24. Februar 2009 am Firmensitz erstmals im Flug vorgeführt. Die Zulassung durch die US-amerikanische Luftfahrtaufsichtsbehörde Federal Aviation Administration (FAA) erfolgte am 25. Oktober 2010.
Der erste Hubschrauber wurde im November 2010 an die HeliStream, am John Wayne Airport in Costa Mesa, Kalifornien ausgeliefert. Bereits ein Jahr später, am 23. Dezember 2011, wurde die hundertste Maschine an die National Airways Corporation am Lanseria International Airport bei Johannesburg ausgeliefert. In der Standardausstattung waren 2011 rund 810.000 US-Dollar zu bezahlen, wobei die Lieferzeit bis zu 16 Monate beträgt. Nach eigenen Angaben hatte das Unternehmen damals bereits rund 380 feste Vorbestellungen für diesen Hubschrauber, wovon mehr als 70 % exportiert werden.
Die Zulassung durch die europäische Flugsicherheitsbehörde EASA wurde 2010 beantragt und Ende April 2014 erteilt. Hubschrauber dieser Klasse mit Turbinenantrieb (nach CS-27) müssen zwei redundante hydraulische Systeme zur Flugsteuerung aufweisen. Die R66 verfügt jedoch nur über ein hydraulisches System ohne Redundanz. Die US-amerikanische Luftfahrtaufsichtsbehörde FAA hat für diesen Hubschraubertyp die Ausführung von zwei unabhängigen Steuersystemen abgesehen.

## Konstruktion
Die R66 hat einen Zweiblatt-Hauptrotor und einen Zweiblatt-Heckrotor, als Landevorrichtung wird ein Kufenlandegestell eingesetzt. Im Gegensatz zu den anderen von Robinson Helicopter hergestellten Hubschraubern wird die R66 nicht von einem Kolbenmotor, sondern von einer Turbine angetrieben, die weniger Gewicht aufweist als die in der Robinson R44 eingesetzten Lycoming-Motoren. Trotz des modernen Designs und der neuen Technik nutzt die R66 für die Triebwerksregelung kein FADEC und für die Fluginstrumente werden Analoggeräte anstelle eines Multifunktions-Displays eingesetzt. Die Sitze sind standardmäßig mit Leder bezogen, als Landescheinwerfer werden Xenon-Gasentladungslampen verwendet. Der Tankinhalt wurde auf 280 Liter vergrößert, um den gegenüber dem R44 höheren Verbrauch von 87 Liter pro Stunde auszugleichen.

## Vorfälle
- Im Juni 2016 stürzte eine R66 in Arizona ab – 2 Tote.[6]
- Am 8. September 2016 stürzte der österreichische Kunstflieger Hannes Arch bei einem Versorgungsflug einer Almhütte in Kärnten kurz nach dem Start des Rückflugs ab und starb dabei. Ein spontan mitfliegender Passagier wurde schwer verletzt. [6]
- Am 27. November 2022 stürzte eine R66 in der russischen Oblast Twer ab, zwei Menschen starben.[7]
- Am 6. Februar 2024 stürzte eine R66 über dem chilenischen Lago Ranco ab. Der ehemalige Präsident des Landes, Sebastián Piñera, verstarb dabei und war selbst der fliegende Pilot.[8]

## Technische Daten
| Kenngröße             | Daten                                     |
| --------------------- | ----------------------------------------- |
| Besatzung             | 1                                         |
| Passagiere            | 4                                         |
| Rotordurchmesser      | 10,06 m                                   |
| Länge                 | 11,65 m                                   |
| Höhe                  | 3,48 m                                    |
| Startmasse            | 1.225 kg                                  |
| Leermasse             | 581 kg                                    |
| Höchstgeschwindigkeit | 250 km/h                                  |
| Reisegeschwindigkeit  | 225 km/h                                  |
| Reiseflughöhe         | ca. 3400 m                                |
| Dienstgipfelhöhe      | ca. 4200 m                                |
| Reichweite            | 600 km                                    |
| Triebwerk             | 1 × Rolls-Royce RR300 mit 220 kW Leistung |
| Basispreis 2023       | USD 1.072.000                             |

## Vergleichbare Hubschraubertypen
- Bell 206
- EC 120
- MD 500
- PZL SW-4
- Schweizer S-333
- Schweizer S-434